# Mérk (Magyarország)

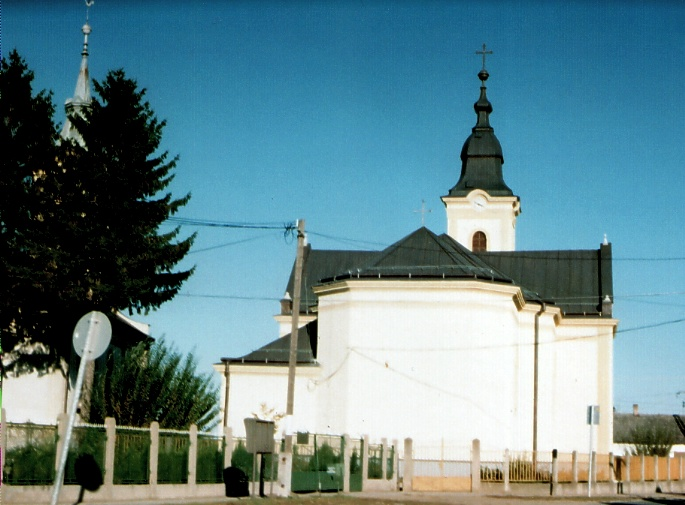
A római katolikus templom hátulról

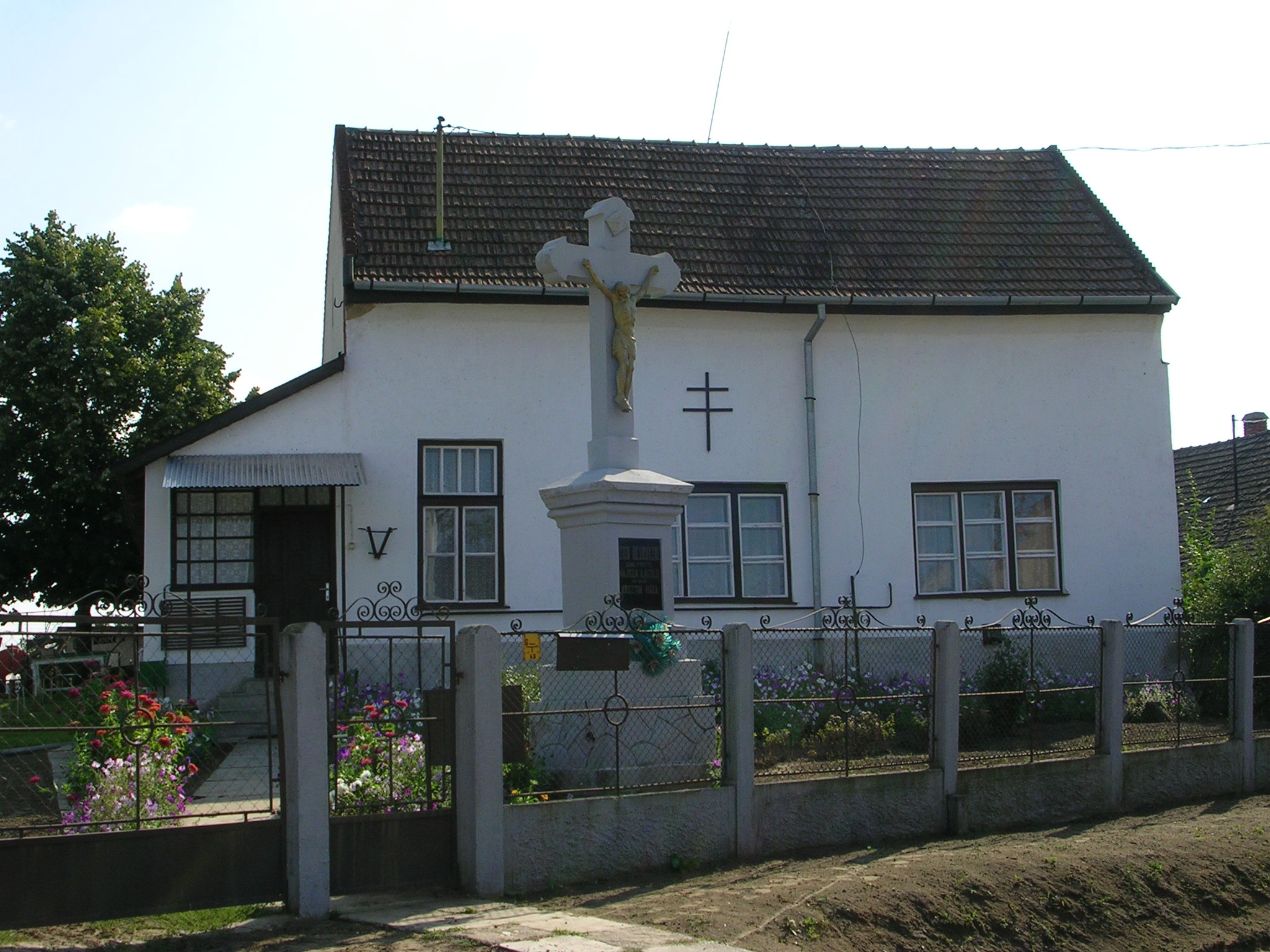
A görögkatolikus temploma

Mérk nagyközség Szabolcs-Szatmár-Bereg vármegyében, a Mátészalkai járásban.

## Fekvése
A vármegye keleti-délkeleti részén, a Nyírség szélén fekszik, a Kraszna folyó mentén, és közvetlenül az Ecsedi-láp egykori területe mellett. A környező települések közül Vállaj 1,5, Tiborszállás 5, Fábiánháza 7,5, Nagyecsed pedig 10,5 kilométer távolságra található.
A közvetlenül szomszédos települések, településrészek a határ magyar oldalán: észak felől Tiborszállás, kelet felől Ágerdőmajor, dél felől Vállaj, nyugat felől Terem, északnyugat felől pedig Fábiánháza. Határszéle északkeleten, egy rövid, körülbelül egy kilométeres szakaszon egybeesik a magyar-román államhatárral; a legközelebbi település a határ túloldalán Börvely (Berveni). A legközelebbi nagyobb város a 13 kilométerre délkeletre fekvő Nagykároly (Carei).

### Megközelítése
Legfontosabb megközelítési útvonala a Mátészalkától Vállajig húzódó 4918-as út, mely végighúzódik a központján. Nyírbátor felől a 4915-ös úton, Nagyecsed felől a 4922-es úton közelíthető meg; Tiborszállással a 49 138-as számú mellékút köti össze.
A hazai vasútvonalak közül a települést a Mátészalka–Nagykároly-vasútvonal érinti, melynek azonban itt nincs megállási pontja, a legközelebbi vasúti csatlakozási lehetőséget így Tiborszállás vasútállomás kínálja, mintegy 5 kilométerre északkeletre.

## Nevének eredete
A falu neve puszta személynévből keletkezett magyar névadással, a régi magyar nyelvben népszerű Mérk személynév vált a település nevévé.
Névadója valószínűleg az 1216-ban és 1391-ben említett Merch, a szatmári németek ispánja lehetett.

## Története
A falu telepítésének kora és körülményei ismeretlenek. Kialakulásakor a Gutkeled nemzetségbeliek földjébe ékelt magában álló falu volt.
Mérk neve az oklevelekben 1297-ben tűnik fel, Miklós birtokaként: p. Nicolai Merk, in C-u de Zathmar.
1298-ban Ákos nembeli István országbíró a falut leányának Anychnak, a Borsa nemzetség-beli Beke feleségének engedi át.
1318-ban Károly Róbert király az Ákos nembeli Ernye hűtlen unokáitól elveszi, és a Gutkeled nemzetség-beli Báthori Bereck fiának, Jánosnak adományozza. Ettől kezdve a Báthoriak Ecsedi uradalmához tartozott.
Borovszky szerint azonban 1391-ben még a Szántai Petőfieké volt, akiktől leányágon a Kállaiak örökölték, és a Báthoriak csak 1418-ban kaptak rá királyi adományt.
A XVII. században Bethlen, majd Rákóczi birtok volt.
1746-ban gróf Károlyi Ferenc szerezte meg, s még az övé volt a XX. század első évtizedeiben is. (Ébele G.: Ecsedi uradalom)
Mérk sorsa hasonlóan alakult a korabeli Szatmár vm. környező településeihez: a török- és a Habsburg-ellenes felszabadító háborúk pusztításai, az 1717. évi tatárbetörés, a járványok, például az 1719. évi nagy pestisjárvány, ínség a község lakosságát is sújtotta.
1839-ben a faluban pusztító nagy tűzvészben az egész falu, s mindhárom temploma is leégett.
A sok megpróbáltatás a falu lakosságát is megtizedelte.
A községben az első sváb telepesek 1773-ban jelentek meg, akik a szomszédos községből és Németországból érkeztek (Borovszky i.h., Vonház 123).
A falu betelepítéséről Pesty Frigyes leírásából van adatunk, 1864-ből: a települést akkor háromhatod részben római katolikus, a környékbeli sváb falvakból 1770 körül idetelepült, ma magyarul beszélő svábok, kéthatod részben a közeli, elpusztult Szent Márton helységből részben Mérkre, részben a szomszédos Fábiánházárara költözött helvét református vallású magyarok, egyhatod részben pedig szintén magyar ajkú görögkatolikusok lakták, kik első lakosai voltak Mérknek.
Gróf Károlyi Sándor szerezte meg Mérket, ahol akkor még csupán néhány lakóház állott. A gróf a faluba letelepedőknek ingyen lakást és földet és 10 év mentességet ajánlott fel.
A község az utóbbi években, évtizedekben sokat fejlődött, több középület és új lakóház, kisebb üzem is található itt.
1950 és 1955 között Mérk Vállajjal egyesült Mérkvállaj néven, a vállajiak kérésére azonban az egyesítés megszűnt, és egyidejűleg Mérk határából önálló községgé alakult Tiborszállás is.
A falut vasútvonal nem érinti, de a környező településekkel és Mátészalkával is sűrű buszjárat köti össze.

## Közélete

### Polgármesterei
- 1990–1994: Kaluha János (független)[3]
- 1994–1998: Kárpáti István (független)[4]
- 1998–2002: Kárpáti István (független)[5]
- 2002–2006: Kárpáti István (független)[6]
- 2006–2010: Kárpáti István (független)[7]
- 2010–2014: Müller Istvánné (Fidesz–KDNP)[8]
- 2014–2019: Müller Istvánné (Fidesz–KDNP)[9]
- 2019–2024: Filep Gusztáv (független)[10]
- 2024– : Filep Gusztáv (független)[1]

## Népesség
A település népességének változása:
| Lakosok száma | 2171 | 2166 | 2153 | 2040 | 1955 | 1940 | 1910 |
|               | 2013 | 2014 | 2015 | 2021 | 2022 | 2023 | 2024 |

2001-ben a település lakosságának 90%-a magyar, 6%-a cigány és 4%-a német nemzetiségűnek vallotta magát.
A 2011-es népszámlálás során a lakosok 87,8%-a magyarnak, 7,3% cigánynak, 10,9% németnek, 1,3% románnak mondta magát (12,1% nem nyilatkozott; a kettős identitások miatt a végösszeg nagyobb lehet 100%-nál). A vallási megoszlás a következő volt: római katolikus 47%, református 28,6%, görögkatolikus 5,5%, felekezeten kívüli 1,2% (16,5% nem válaszolt).
2022-ben a lakosság 91,9%-a vallotta magát magyarnak, 4,5% cigánynak, 4% németnek, 1% románnak, 0,1-0,1% horvátnak, örménynek, ruszinnak és szlováknak, 0,5% egyéb, nem hazai nemzetiségűnek (8,1% nem nyilatkozott; a kettős identitások miatt a végösszeg nagyobb lehet 100%-nál). Vallásuk szerint 32,5% volt római katolikus, 19,4% református, 3,9% görög katolikus, 0,9% egyéb keresztény, 0,1% evangélikus, 3% felekezeten kívüli (40% nem válaszolt).

## Nevezetességek
- Római katolikus templom – 1882 és 1884 között épült Szent Péter és Pál tiszteletére épült, eklektikus stílusban. Az 1839-es nagy tűzvészben leégett templomot 1882-1884 között építették újjá. Oltárképét 1890-ben Lotz Károly festette.
- Református templom – 1899-1914 között épült a tűzvészben elpusztult templom helyébe, eklektikus stílusban.
- Görögkatolikus kápolna.
- Második világháborús emlékmű.
- Cifracsűrök – a sváb hagyományokat tükröző népi építészet szerint épültek.

## Híres szülöttei
- Bárd (Leber) János (1908–1982), r. k. püspök, teológus, filozófus (Hartmann-kutató). Haláláig internálva volt.
- Szives (Schmiedt) Béla (1901. március 6.) római katolikus egyházi író
- Fodor István (1943) Széchenyi-díjas villamosmérnök
- Véber István (1980. december 8.) meteorológus.

## Testvértelepülések
- Kaplony Románia